# Плахотников Андріан Іванович
Андріан Іванович Плахотников (? — ?) — радянський профспілковий діяч, заступник народного комісара праці Української СРР, член ВУЦВК. Кандидат у члени ЦК КП(б)У в листопаді 1927 — січні 1934 року.

## Біографія
Працював робітником паровозобудівного заводу в місті Харкові.
Член РСДРП(б) з 1912 року.
У липні 1917 року обраний гласним Харківської міської думи від РСДРП(б).
Перебував на відповідальній радянській роботі.
З 1922 року — член колегії та заступник уповноваженого Народного комісаріату праці РРФСР по УСРР.
На 1924—1927 роки — заступник народного комісара праці Української СРР, член Президії Всеукраїнської Ради профспілок.
На 1929—1930 роки — завідувач тарифно-економічного відділу і член Президії Всеукраїнської Ради профспілок.
Одночасно, з 1930 року — помічник із праці начальника будівництва "Тракторобуду" (Харківського тракторного заводу).
Подальша доля невідома.